# Macaco de còfia
El macaco de còfia (Macaca sinica) és un primat de la família dels cercopitècids.
Amb una llargada corporal de 40-55 cm i un pes que rarament supera els 8 kg, el macaco de còfia és el macaco vivent més petit. El nom de l'espècie deriva del pèl hirsut que té al cim del cap.
El pèl del cos és curt i de color marró al dors i blanquinós a la zona ventral. La cua és igual que el cos o més llarga.